# Kotka (Finlandia)
Kotka (ros. Котка) – miasto w południowej Finlandii nad Zatoką Fińską, oddalone o 40 km od granicy z Federacją Rosyjską, 120 km na wschód od stolicy Finlandii Helsinek. Jest to jedno z większych miast Finlandii - ludność: 54,6 tys. (2003).
W obrębie miasta znajduje się port Hamina-Kotka.

## Gospodarka
W mieście rozwinął się przemysł celulozowo-papierniczy, drzewny, chemiczny, maszynowy, cukrowniczy oraz młynarski.

## Transport
- Kotka (stacja kolejowa)

## Sport
- KTP Kotka – klub piłkarski
- FC KooTeePee – klub piłkarski
- Kotkan Kiri - klub sportowy prowadzący sekcje gimnastyki, piłki nożnej i hokeja na lodzie
- Kotkan Titaanit - klub hokeja na lodzie

## Osoby związane z Kotką
- Paavo Aaltonen, gimnastyk i medalista olimpijski
- Arto Tolsa, piłkarz

## Miasta partnerskie
- Landskrona, Szwecja
- Glostrup, Dania
- Fredrikstad, Norwegia
- Tallinn, Estonia
- Greifswald, Niemcy
- Lubeka, Niemcy
- Gdynia, Polska
- Kronsztad, Rosja
- Kłajpeda, Litwa
- Taizhou, Chińska Republika Ludowa